# Lotus hirtulus
Lotus hirtulus är en ärtväxtart som beskrevs av Antonio Xavier Pereira Coutinho. Lotus hirtulus ingår i släktet käringtänder, och familjen ärtväxter. Inga underarter finns listade i Catalogue of Life.